# Chlorophytum bracteatum
Chlorophytum bracteatum là một loài thực vật có hoa trong họ Măng tây. Loài này được Hua mô tả khoa học đầu tiên năm 1898.